# Acanthormius chinensis
Acanthormius chinensis är en stekelart som beskrevs av Chen och He 1995. Acanthormius chinensis ingår i släktet Acanthormius och familjen bracksteklar. Inga underarter finns listade i Catalogue of Life.